# Julie Legrand
Julie Legrand (Pitlochry, ...) è un'attrice inglese, attiva in campo teatrale e cinematografico.
Ha recitato in diversi musical a Londra, tra cui Wicked (2005), Fiddler on the Roof (2007) e Gypsy (2015).

## Filmografia parziale

### Cinema
- Prick Up - l'importanza di essere Joe (Prick Up Your Ears), regia di Stephen Frears (1987)

### Televisione
- Metropolitan Police - serie TV, 4 episodi (1992-2005)
- Ispettore Morse (Inspector Morse) - serie TV, 1 episodio (1993)
- Holby City - serie TV, 11 episodi (1999-2014)
- Casualty - serie TV, 1 episodio (2002)
- Doctor Who - serie TV, 1 episodio (2010)
- L'amore e la vita - Call the Midwife (Call the Midwife) - serie TV, 1 episodio (2018)
- Doctors - serie TV, 2 episodi (2019)

## Teatrografia parziale
- Don Chisciotte, di Keith Dewhurst, regia di Bill Bryden. National Theatre di Londra (1982)
- Way Upstream, scritto e diretto da Alan Ayckbourn. National Theatre di Londra (1982)
- The Trojan War Will Not Take Place, di Jean Giraudoux, regia di Harold Pinter. National Theatre di Londra (1983)
- La duchessa di Amalfi, di John Webster, regia di Philip Prowse. National Theatre di Londra (1985) e Blackstone Theatre di Chicago (1986)
- The Critic, di Richard Brinsley Sheridan, regia di Sheila Hancock. National Theatre di Londra (1985) e Blackstone Theatre di Chicago (1986)
- Il giardino dei ciliegi, di Anton Čechov, regia di Mike Alfreds. National Theatre di Londra (1985) e Blackstone Theatre di Chicago (1986)
- Donne, di Clare Boothe Luce, regia di Peter Gill e John Burgess. National Theatre di Londra (1986)
- La casa di Bernarda Alba, di Federico García Lorca, regia di Nuria Espert. Guilgud Theatre e Lyric Hammersmith di Londra (1987)
- Temptation, di Václav Havel, regia di Roger Michell. The Other Place di Stratford-upon-Avon (1987) e Barbican Centre di Londra (1988)
- La tragedia del vendicatore, di Thomas Middleton, regia di Di Trevis. Swan Theatre di Stratford-upon-Avon (1987) e Barbican Centre di Londra (1988)
- Cimbelino, di William Shakespeare, regia di Bill Alexander. The Other Place di Stratford-upon-Avon (1987) e Barbican Centre di Londra (1988)
- Edipo, di Seneca, regia di Donald Sumpter. Almeida Theatre di Londra (1987)
- Hurlyburly, di David Rabe, regia di Brian Cox. The Live Theatre di Newcastle upon Tyne (1988)
- The Human Voice, di Jean Cocteau, regia di Nick Mahon. The Live Theatre di Newcastle upon Tyne (1988)
- Marya, di Isaac Babel', regia di Roger Michell. Old Vic di Londra (1989)
- Tutto è bene quel che finisce bene, di William Shakespeare, regia di Matthey Lloyd. Royal Exchange Theatre di Manchester (1996)
- Suzanna Andler, di Marguerite Duras, regia di Lindy Davies. Theatre Royal di Bath (1997)
- La foresta, di Aleksandr Nikolaevič Ostrovskij, regia di Anthony Page. National Theatre di Londra (1999)
- Love on the Dole, di Ronald Gow e Walter Greenwood, regia di Philip Franks. National Theatre di Londra (1999)
- Amleto, di William Shakespeare, regia di Gemma Bodinetz. Bristol Old Vic di Bristol (1999)
- Remembrance of Things Past, da Marcel Proust, regia di Di Trevis. National Theatre di Londra (2000)
- La bella e la bestia, scritto e diretto da Laurence Boswell. Royal Shakespeare Theatre di Stratford-upon-Avon (2003)
- Fiddler on the Roof, libretto di Joseph Stein, testi di Sheldon Harnick, colonna sonora di Jerry Bock, regia di Lindsay Posner. Savoy Theatre di Londra (2007)
- Il mago di Oz, libretto di Noel Langley, testi di Yip Harburg, colonna sonora di Harold Allen, regia di Jude Kelly. Royal Festival Hall di Londra (2008)
- Romeo e Giulietta, di William Shakespeare, regia di Neil Bartlett. Tour britannico (2008)
- L'importanza di chiamarsi Ernesto, di Oscar Wilde, regia di Irina Brown. Regent's Park Open Air Theatre di Londra (2009)
- Wicked, libretto di Winnie Holzman, colonna sonora di Stephen Schwartz, regia di Joe Mantello. Apollo Theatre di Londra (2010-2012)
- Il buio oltre la siepe, da Harper Lee, regia di Timothy Sheader. Regent's Park Open Air Theatre di Londra (2013)
- Gypsy, libretto di Arthur Laurents, testi di Stephen Sondheim, musiche di Jule Styne, regia di Jonathan Kent. Minerva Theatre di Chichester (2014) e Savoy Theatre di Londra (2015)
- My Fair Lady, libretto di Alan Jay Lerner, colonna sonora di Frederick Loewe, regia di Paul Curran. Teatro di San Carlo di Napoli (2018)
- Riccardo III, di William Shakespeare, regia di Lindsay Posner. Shakespeare's Rose Theatre di York (2018)
- Romeo e Giulietta, di William Shakespeare, regia di Lindsay Posner. Shakespeare's Rose Theatre di York (2018)